# قائمة حلقات مغامرات سارة جاين
مغامرات سارة جاين  هو مسلسل خيال علمي البريطاني الذي تم إنتاجه من قبل بي بي سي  سيمرو ويلز ل سي بي بي سي. المسلسل من تأليف راسل تي  ديفيز ومن بطولة إليزابيث سلادين ، وهو أطول برنامج خيال علمي لبي بي سي بعد دكتور هو ويستهدف الجمهور الأصغر سنا، بالمقارنة مع دكتور الذي هو الموجهة للأسرة.
و تدور أحداث البرنامج حول مغامرات  سارة جاين سميث، وهي محققة صحفية، كان تخوض عندما كانت امرأة شابة العديد من المغامرات عبر الزمان والمكان (حيث كانت رفيقة الدكتور في دكتور هو). الآن هي في منتصف العمر وتعيش  في إيلينغ، لندن ، وهي  تحقق في المسائل الغريبة والغير مألوفة حيث تحارب وتبعد الفضائيين الذين يأتون لغزو الأرض  لجلب الضرر عليها. ويرافق سارة  ابنها المتبنى لوك سميث وهو صبي صنع اصطناعيا اسمه لوك، اوجارتها  ماريا جاكسون وصديقهما كلايد لانجر. وانضم إليها فيما بعد جارتها الجديدة راني شاندرا وابنتها الجديدة سكاي سميث.
مدة الحلقة الأولى  60 دقيقة خاصة حيثعرضت لأول مرة في 1 يناير 2007. تضمنت الموسم الأول (التالي للحلقة ) خمس قصص تقسم إلى جزئين (10 حلقات) وبثت بين 24 سبتمبر و 19 نوفمبر 2007. المواسم  الثلاث التالية، الثاني والثالث و الرابع، يتألف كل منها من ستة قصص تنقسم إلى جزئين ويتم بثها سنويا بين 29 سبتمبر و 8 كانون ديسمبر 2008، و 15 تشرين الأول / أكتوبر - 20 نوفمبر 2009، و 11 تشرين الأول / أكتوبر - 16 تنوفمبر 2010، على التوالي. تم تكليف مسلسل خامس من اثني عشر حلقة (6 قصص تقسم إلى جزئين) للبث في عام 2011، ولكن تم الانتهاء من القصص الثلاث الأولى فقط قبل وفاة إليزابيث سلادين، الممثلة الرائيسية  في السلسلة. لذلك فقد بثوا الحلقات بين 3-18 أكتوبر 2011.
في أول الموسمين , تم بث الحلقة الأولى على بي بي سي وان، تليها الحلقة الثانية على سي بي بي سي. وبالنسبة للحلقات اللاحقة، يكون تاريخ بثه لأول مرة على سي بي بي سي، مباشرة بعد بث الحلقة السابقة على بي بي سي وان.

## نظرة عامة على المواسم
| الموسم | الموسم  | الحلقات | الحلقات | البث الأصلي    | البث الأصلي    |
| الموسم | الموسم  | الحلقات | الحلقات | البث الأول     | البث الأخير    |
| ------ | ------- | ------- | ------- | -------------- | -------------- |
|        | Special | Special | Special | 1 يناير 2007   | 1 يناير 2007   |
|        | 1       | 10      | 10      | 24 سبتمبر 2007 | 19 نوفمبر 2007 |
|        | 2       | 12      | 12      | 29 سبتمبر 2008 | 8 ديسمبر 2008  |
|        | Special | Special | Special | 19 مارس 2009   | 19 مارس 2009   |
|        | 3       | 12      | 12      | 15 أكتوبر 2009 | 20 نوفمبر 2009 |
|        | 4       | 12      | 12      | 11 أكتوبر 2010 | 16 نوفمبر 2010 |
|        | 5       | 6       | 6       | 3 أكتوبر 2011  | 18 أكتوبر 2011 |

## الحلقات

### حلقة خاصة في رأس السنة(2007)
| ر. | العنوان                | المخرج       | الكاتب                     | تاريخ العرض الأصلي | رمز الإنتاج | عدد المشاهدات UK (بالمليون) |
| -- | ---------------------- | ------------ | -------------------------- | ------------------ | ----------- | --------------------------- |
| 1  | "Invasion of the Bane" | Colin Teague | راسيل ديفيز & غاريث روبرتس | 1 يناير 2007       | 1.X         | 2.92                        |

### الموسم الأول (2007)
| ر. الإجمالي | ر. في الموسم | العنوان                            | المخرج           | الكاتب         | تاريخ العرض الأصلي            | رمز الإنتاج | عدد المشاهدات UK (بالمليون) |
| ----------- | ------------ | ---------------------------------- | ---------------- | -------------- | ----------------------------- | ----------- | --------------------------- |
| 7           | 1            | The Last Sontaran                  | مغامرات سارة جين | Phil Ford      | 29 سبتمبر 2008                | 2.1 2.2     | 0.82 1.18                   |
| 8           | 2            | The Day of the Clown               | مايكل كيريغان    | Phil Ford      | 6 أكتوبر 2008 13 أكتوبر 2008  | 2.3 2.4     | 1.11 1.28                   |
| 9           | 3            | Secrets of the Stars               | Michael Kerrigan | Gareth Roberts | 20 أكتوبر 2008 27 أكتوبر 2008 | 2.5 2.6     | 1.42 1.21                   |
| 10          | 4            | The Mark of the Berserker          | Joss Agnew       | Joseph Lidster | 3 نوفمبر 2008 10 نوفمبر 2008  | 2.7 2.8     | 1.43 1.53                   |
| 11          | 5            | The Temptation of Sarah Jane Smith | Graeme Harper    | Gareth Roberts | 17 نوفمبر 2008 24 نوفمبر 2008 | 2.9 2.10    | 1.18 1.39                   |
| 12          | 6            | Enemy of the Bane                  | Graeme Harper    | Phil Ford      | 1 ديسمبر 2008 8 ديسمبر 2008   | 2.11 2.12   | 1.36 1.26                   |

### حلقة إغاثة هزلية خاصة(2009)
| ر. الإجمالي | العنوان                                  | المخرج     | الكاتب                           | تاريخ العرض الأصلي | عدد المشاهدات UK (بالمليون) |
| ----------- | ---------------------------------------- | ---------- | -------------------------------- | ------------------ | --------------------------- |
| 1           | "From Raxacoricofallapatorius with Love" | Joss Agnew | Gareth Roberts & Clayton Hickman | 13 مارس 2009       | 8.30                        |

### الموسم الثالث (2009)
| ر. الإجمالي | ر. في الموسم | العنوان                         | المخرج          | الكاتب         | تاريخ العرض الأصلي            | رمز الإنتاج | عدد المشاهدات UK (بالمليون) |
| ----------- | ------------ | ------------------------------- | --------------- | -------------- | ----------------------------- | ----------- | --------------------------- |
| 13          | 1            | Prisoner of the Judoon          | Joss Agnew      | Phil Ford      | 15 أكتوبر 2009 16 أكتوبر 2009 | 3.1 3.2     | 0.73 0.82                   |
| 14          | 2            | The Mad Woman in the Attic      | Alice Troughton | Joseph Lidster | 22 أكتوبر 2009 23 أكتوبر 2009 | 3.3 3.4     | 0.75 0.84                   |
| 15          | 3            | The Wedding of Sarah Jane Smith | Joss Agnew      | Gareth Roberts | 29 أكتوبر 2009 30 أكتوبر 2009 | 3.5 3.6     | 1.59 1.47                   |
| 16          | 4            | The Eternity Trap               | Alice Troughton | Phil Ford      | 5 نوفمبر 2009 6 نوفمبر 2009   | 3.7 3.8     | 1.14 0.93                   |
| 17          | 5            | Mona Lisa's Revenge             | Joss Agnew      | Phil Ford      | 12 نوفمبر 2009 13 نوفمبر 2009 | 3.9 3.10    | 1.12 0.92                   |
| 18          | 6            | The Gift                        | Alice Troughton | Rupert Laight  | 19 نوفمبر 2009 20 نوفمبر 2009 | 3.11 3.12   | 0.95 0.89                   |

### الموسم الرابع (2010)
| ر. الإجمالي | ر. في الموسم | العنوان                   | المخرج     | الكاتب                          | تاريخ العرض الأصلي            | رمز الإنتاج | عدد المشاهدات UK (بالمليون) |
| ----------- | ------------ | ------------------------- | ---------- | ------------------------------- | ----------------------------- | ----------- | --------------------------- |
| 19          | 1            | The Nightmare Man         | Joss Agnew | Joseph Lidster                  | 11 أكتوبر 2010 12 أكتوبر 2010 | 4.1 4.2     | 0.59 0.67                   |
| 20          | 2            | The Vault of Secrets      | Joss Agnew | Phil Ford                       | 18 أكتوبر 2010 19 أكتوبر 2010 | 4.3 4.4     | 0.73 0.61                   |
| 21          | 3            | Death of the Doctor       | Ashley Way | Russell T Davies                | 25 أكتوبر 2010 26 أكتوبر 2010 | 4.5 4.6     | 0.92 0.96                   |
| 22          | 4            | The Empty Planet          | Ashley Way | Gareth Roberts                  | 1 نوفمبر 2010 2 نوفمبر 2010   | 4.7 4.8     | 0.99 0.81                   |
| 23          | 5            | Lost in Time              | Joss Agnew | Rupert Laight                   | 8 نوفمبر 2010 9 نوفمبر 2010   | 4.9 4.10    | 0.98 0.68                   |
| 24          | 6            | Goodbye, Sarah Jane Smith | Joss Agnew | Gareth Roberts & كلايتون هيكمان | 15 نوفمبر 2010 16 نوفمبر 2010 | 4.11 4.12   | 0.81 0.82                   |

### الموسم الخامس (2011)
| ر. الإجمالي | ر. في الموسم | العنوان                   | المخرج     | الكاتب         | تاريخ العرض الأصلي            | رمز الإنتاج | عدد المشاهدات UK (بالمليون) |
| ----------- | ------------ | ------------------------- | ---------- | -------------- | ----------------------------- | ----------- | --------------------------- |
| 25          | 1            | Sky                       | Ashley Way | Phil Ford      | 3 أكتوبر 2011 4 أكتوبر 2011   | 5.1 5.2     | 0.53                        |
| 26          | 2            | The Curse of Clyde Langer | Ashley Way | Phil Ford      | 10 أكتوبر 2011 11 أكتوبر 2011 | 5.3 5.4     | 0.79 0.73                   |
| 27          | 3            | The Man Who Never Was     | Joss Agnew | Gareth Roberts | 17 أكتوبر 2011 18 أكتوبر 2011 | 5.5 5.6     | 0.71 0.60                   |